# Бурсаспор
„Бурсаспор“ е турски професионален футболен клуб от град Бурса. Сформиран е през 1963 г. Домакинските си срещи играе на стадион „Тимсах Арена“ в Бурса, с капацитет 43 761 зрители.
Прякорът на отбора е „Зелените крокодили“. Цветовете на клуба са зелено и бяло.
Най-големите успехи на тима са шампионската титла от първенството на Турция през сезон 2009 – 2010 и спечелената Купа на Турция през 1986 г. Най-голям успех на европейската сцена за тях е достигането на четвъртфинал в турнира на Носителите на национални купи през 1984 – 1985 г.

## Успехи
- Турска Суперлига
  -  Шампион (1): 2009/10
  -  Трето място (1): 2010/11
- Купа на Турция:
  -  Носител (1): 1985/86
  -  Финалист (5): 1970/71, 1973/74, 1991/92, 2011/12, 2014/15
- Суперкупа на Турция:
  -  Финалист (3): 1986, 2010, 2015
- Турска Първа лига:
  -  Победител (2): 1966/67, 2005/06
- Купа на председателството:
  -  Носител (1): 1971, 1992
- Турска Трета лига:
  -  Победител (1): 1987/88

## Български футболисти
- Мюмюн Кашмер: 1991/92 - (21 мача - 8 гола)
- Ивко Ганчев: 1991/99 - (175 мача - 1 гол)
- Симеон Чилибонов: 1997 (есен) - (12 мача - 2 гола)
- Радостин Кишишев: 1997/98 - (20 мача - 3 гола)
- Костадин Видолов: 1997/98 - (77 мача - 6 гола)
- Илиан Илиев: 1998 - (15 мача - 3 гола)
- Несим Нешадов: 2004/05 - (1 мача - 0 гола)
- Димитър Иванков: 2008/11 (88 мача - 6 гола)